# Gregorio V di Ostia
San Gregorio V di Ostia (X secolo – Logroño, 9 maggio 1044) è stato un vescovo e cardinale italiano.
Fu abate del Monastero dei Santi Cosma e Damiano a Roma. Papa Giovanni XVIII lo nominò vescovo di Ostia e poi cardinale. È venerato come santo della Chiesa cattolica e la sua festa è il 9 maggio. Visse cinque anni in Spagna come legato di papa Giovanni XVIII. Le sue reliquie si conservano nella basilica a lui dedicata a Sorlada (Navarra, Spagna), molto venerata dal XVII al XIX secolo per il suo potere di allontanare i parassiti dai campi. È il santo patrono di Cervera de la Cañada, Arenales de San Gregorio e Baltanás.

## Biografia
A metà tra storia e leggenda, il cardinale e vescovo di Ostia, bibliotecario apostolico di papa Giovanni XVIII a Roma, fu inviato da papa Benedetto IX nelle terre del Regno di Pamplona nel 1039, durante il regno di García III Sánchez. Gregorio morì il 9 maggio 1044 a Logroño, durante una visita pastorale per contrastare con successo un'invasione di locuste. Caricato con i suoi resti sul dorso di un asino, l'animale morì sull'Alto de Piñalba o Piñava, a Sorlada. Perciò fu costruito un tempio sul luogo, dove i suoi resti sono custoditi in un'arca robusta, ricoperta d'argento.
La bibliografia su questo santo prolifera, "è molto copiosa", durante i secoli XVI, XVII e XVIII, dove si distinguono scrittori come Andrés de Salazar, Constantino Cayetano, Gaspar Miranda Argáiz, vescovo di Pamplona, Juan Pedro Moreno Arias e Luis de Valdivia.